# Jadranske igre
Jadranske igre, bile su zabavno-natjecateljski projekt, televizijska igra, koji se održavao tijekom ljetnih mjeseci s ciljem obogaćivanja hrvatske turističke ponude. Program se sastojao od natjecanja ekipa, predstavnika svojih mjesta u tradicijskim jadranskim disciplinama. Voditelji toga projekta bili su Karmela Vukov-Colić, Mirko Fodor, Rene Bitorajac, te Marina Medved Pulić.

## Koncept emisije
"Jadranske igre" osmislio je Miroslav Krzyk. Emisija se u sličnom formatu (pod imenom Jadranski susreti) prikazivala od 1978. do 1980. na TV Zagreb. Voditelji te emisije bili su Oliver Mlakar, Ljubo Jelčić i Helga Vlahović. Redizajn emisije potvrđen je krajem svibnja 2011. godine kao glavni adut ljetne sheme HRT-a. Ipak, Jadranske igre kao format djeluju i samostalno te se u uvodnim dijelovima natjecanja, kroz mjesec lipanj i srpanj, odvijaju mimo izravnih prijenosa na HTV-u.
Gradovi koji su 2011. ugostili natjecatelje četiriju polufinalnih emisija i velike završnice bili su Pag, Fažana, Crikvenica, Kaštel Stari i Biograd na Moru. Pred televizijskom je publikom snagu odmjerilo šesnaest najboljih ekipa.
Sudionici su se natjecali u tradicijskim igrama kao što su traženje blaga, potezanje konopa, spašavanja turistkinje, morska alka itd.

## Jadranske igre (2011.)
Natjecanje, u obliku zabavne emisije, održalo se u razdoblju od 1. lipnja do 9. rujna 2011. u preko 35 turističkih odredišta.
Program se sastojao od natjecanja momčadi, predstavnika svojih mjesta u tradicijskim jadranskim disciplinama.
Pilot projekt održan je 2010. godine. Drugo izdanje Jadranskih igara (2011.) okupilo je preko 2000 natjecatelja iz 250 mjesta. Turneja je obišla 35 lokacija diljem Jadranske obale, a samo završno natjecanje održano je u Biogradu na Moru gdje su se 4 ekipe Primošten, Rab, Vranjic i Matulji borili za prvo mjesto i glavnu nagradu tj. osvajanje vatrogasnog vozila.
Ciljevi Jadranskih igara su:
- turistička promidžba malih mjesta duž Jadranske obale
- promocija autohtonih hrvatskih proizvoda koji su u ponudi za vrijeme trajanja događanja
- stvaranje novih turističkih sadržaja i nove vrijednosti kroz tradicionalne igre za sve uzraste
- promocija “malih” mjesta (252 ekipe predstavljaju svoja “mala” mjesta)
- regionalno i međunarodno povezivanje - suradnja s gradovima iz EU

Jadranske igre sastoje se od natjecateljskog i zabavnog dijela programa. Natjecateljski dio programa čine 6 natjecateljskih disciplina u kojima nastupa 6 ekipa s po 8 natjecatelja. Timovi predstavljaju okolna mjesta, a sastoje se od minimalno tri osobe ženskoga spola. Discipline u kojima se ekipe natječu igre su s tradicijskom tematikom. Najbolje momčadi ostvaruju pravo sudjelovanja na regionalnoj poluzavršnici, s koje se mogu plasirati na glavnu završnicu.

## Jadranske igre (2012.)
Druga po redu sezona Jadranskih igara započinje 1. lipnja u Malinskoj na otoku Krku, a velika završnica zakazana je za 9. rujna 2012. u Biogradu na moru. Natjecanje započinje kvalifikacijama duž 4 jadranske regije : Istra i Kvarner, Sj. Dio Dalmacije (Zadar), srednji (Split) i južni dio (Dubrovnik), . Pobjednici se potom susreću u daljnjim fazama natjecanja, da bi u samom finalu međusobne snage odmjerile 4 najbolje ekipe iz 4 različite natjecateljske regije. Finalni, pak, pobjednik potom sudjeluje u međunarodnom finalu, ovogodišnjem novitetu Jadranskih igara.
Novosti u programu 2012.:
- međunarodni karakter igara (pobjednik hrvatskog finala Jadranskih igara snage su odmjerili s protivničkim ekipama iz Slovenije, Italije i Crne Gore)
- Lino Jadranske igre junior (od ove godine, igre se približavaju i svojim najmlađim natjecateljima, djeci osnovnoškolskog uzrasta)
- mnoštvo novih, maštovitih igara koje svoj začetak imaju u sferi hrvatske tradicionalne kulturne baštine (streličari, vino, voda...)

Za razliku od prošlogodišnjih Jadranskih igara, kada je glavna nagrada, vatrogasno vozilo, otišla u ruke ekipe "C.B.Popaj" iz Primoštena, ove se godine sve ekipe međusobno bore za sanitetsko vozilo. Ostaje za vidjeti tko će biti sretan dobitnik ove izuzetno vrijedne nagrade.

## Raspored prikazivanja
Nova inačica emisije svoju je premijeru doživjela 7. kolovoza 2011. na prvomu programu HRT-a u 21:45 sati.

## Vanjske poveznice
- Službena stranica